# 사라 쿠곤겔와

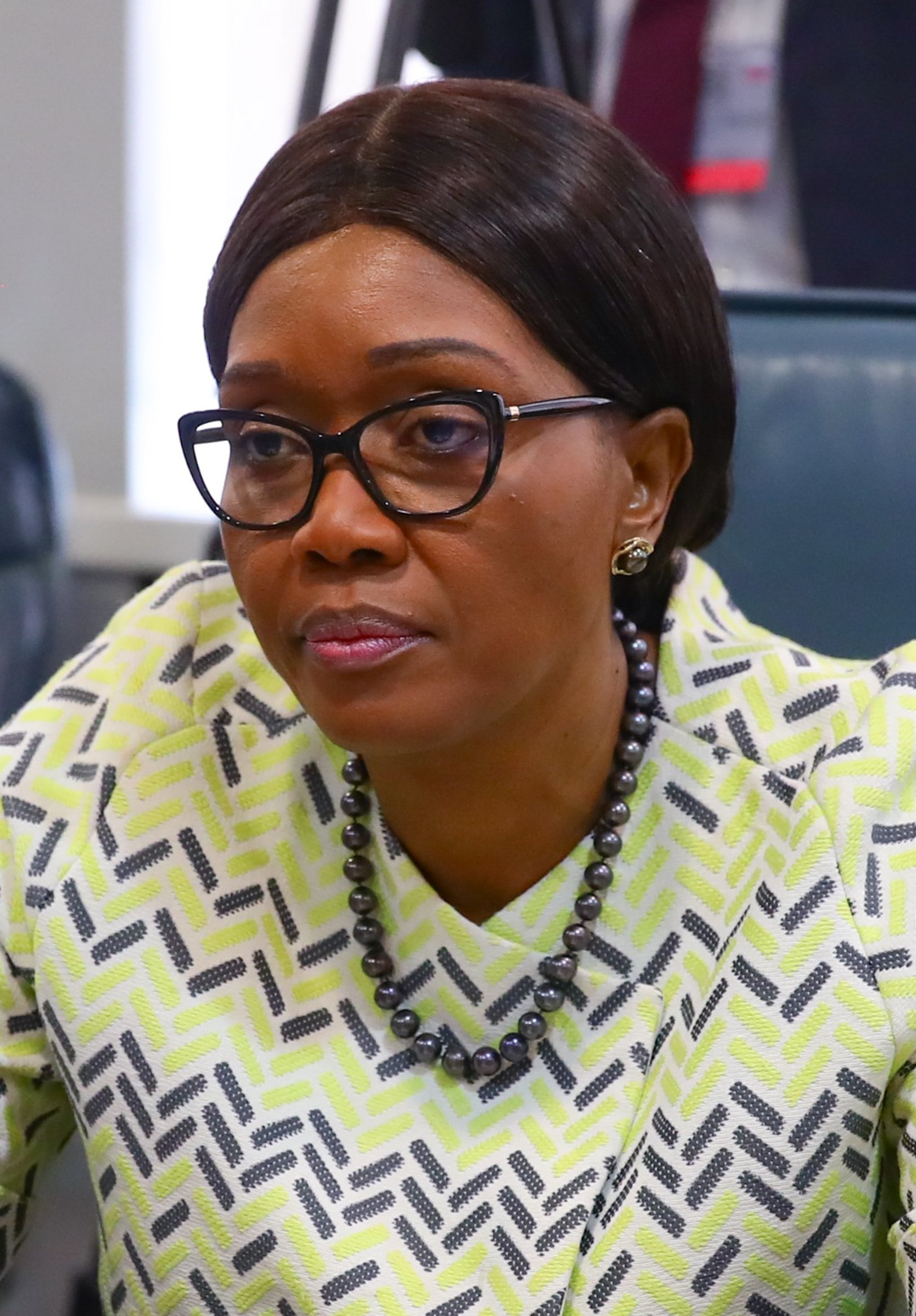
2020년 모습

사라 쿠곤겔와(Saara Kuugongelwa, 본명: 사라 쿠곤겔와-아마딜라, Saara Kuugongelwa-Amadhila, 1967년 10월 12일 ~ )는 나미비아 정치인으로 2015년부터 나미비아의 총리를 역임했다. 남서아프리카 인민기구(SWAPO) 회원이자 1995년 이후 나미비아 국회의원이다. 2003년부터 2015년까지 재무부 장관을 역임했다. 나미비아 총리를 역임한 최초의 여성이다.
쿠곤겔와-아마딜라는 공공재정학 박사, 금융경제학 석사를 보유하고 있다. 1995년에 경제학자, 대통령실, 1995년부터 2003년까지 국가계획위원회 사무총장을 역임했다.